# بطولة ويمبلدون 1974
هنا قائمة ببطولات ويمبلدون لسنة 1974:

## الكبار

### فردي رجال
جيمي كونرز هزم  كين روزوال, 6-1, 6-1, 6-4

### فردي سيدات
كريس إيفرت هزم  أولغا مورسوفا, 6-0, 6-4

### زوجي رجال
جون نيوكومب و توني روتش هزم  بوب لوتز (تنس) و ستان سميث, 8-6, 6-4, 6-4

### زوجي سيدات
إيفون غولاغونغ و بيغي ميشيل هزم  هيلين غورلاي و كارين كرانزيتش, 2-6, 6-4, 6-3

### زوجي مختلط
أوين ديفيدسون و بيلي جين كينغ هزم  مارك فاريل و ليزلي تشارلس, 6-3, 9-7

## الشباب

### فردي أولاد
بيلي مارتن هزم  أشوك أميرتراج, 6-2, 6-1

### فردي بنات
ميما ياوشوفيتس هزم  ماريانا سيميونيسكو, 7-5, 6-4

### زوجي أولاد
بدأت البطولة في 1982

### زوجي بنات
بدأت البطولة في 1982